# Lövkrabbspindel
Lövkrabbspindel (Xysticus lanio) är en spindelart som beskrevs av Carl Ludwig Koch 1835. Lövkrabbspindel ingår i släktet Xysticus och familjen krabbspindlar. Arten är reproducerande i Sverige. Utöver nominatformen finns också underarten X. l. alpinus.